# نور الغسانية
نور بنت حسن سالم الغسانية عضوة ورئيسة جمعية المرأة العمانية.

## المقدمة
نور بنت حسن سالم الغساني ولدت بصلالة بمحافظة ظفار (سلطنة عمان)، عضوة ورئيسة جمعية المرأة العمانية بصلالة، ولدت في صلالة بمحافظة ظفار (سلطنة عمان) ترتيبها السابع من 7 أولاد و3 بنات، ولدت نور بنت حسن سالم الغساني في بيت يهتم بالعلم والثقافة وأصول الدين والأعمال الخيرية الخيرية والتطوعية حيث ان جدها العلامة الشيخ// سالم بن أحمد السيل الغساني المعروف بوجاهته وعلمه وخيره الوفير، وقد أخذت نور حسن الغساني الحكمة والمعرفة من عماتها الـ (14)، و كانت تشارك مع أهلها توزيع الصدقات للأسر المعسرة والفقيرة وكانت دائما تبادر لحضور الندوات والمحاضرات ومجالس تحفيظ القرآن بمرافقة نساء الأسرة ولذلك أصبح العمل التطوعي مترسخا في ذهنها

## مسيرتها
سنة 93/ 89 م كانت بدايتها في الأعمال التطوعية بالمديرية العامة للتربية والتعليم بمحافظة ظفار حيث ترأست مجلس الأمهات لمدة 9 سنوات متتالية وحصلت من خلاله على شهادة (الأم المثالية) من قبل التربية والتعليم. وفي سنة 1997م ترأست نور حسن الغساني الجمعية وكانت الجمعية في ذلك الوقت ليس لها أي نشاط ملحوظ فكرست وقتها لتحقق بذلك الظهور والبروز للجمعية فأنجزت أعمال كثيرة وكبيرة وتقديم خدمات إنسانية، وأيضا استقطاب المتطوعين وتدريبهم حيث كان من أولويات عملها أن يتميز المتدرب بعدة أسس وقيم أهمها مدى قابلية المتدرب بالقيام بالمهام ومن أبرز هذه الصفات هي، تحلية بروح الوطنية، الانتماء، الصبر، الثقة والقدرة على توصيل أي فكرة أو تنفيذ أي مهمة مكفل بها، وحازت بفضل ذلك على العديد من الجوائز وشهادات وكؤوس. وقد تكرمت الجمعية من بدولة الكويت في رواد العمل الاجتماعي حيث كان لها بصمه كبيرة ومهمه في النهوض بالمرأة الظفارية. وتفرغت نور حسن الغساني للعمل التطوعي وسعت جاهدة في تطوير الأداء للجمعية، ووضعت خطه لكسب ثقة المجتمع وتعريفة بالدور الريادي التي تلعبه الجمعية لخدمة المجتمع وإعداد البرامج والأنشطة التي تهم المرأة بشل خاص.

## المشاريع / البرامج
قامت العمانية نور حسن الغساني بالعديد من المشاريع والبرامج التي تهم المرأة والمجتمع منها: مشروع حملة راقي بأخلاقي 2015-2016، تم إنجاز هذا المشروع في غضون عام كامل ويتضمن هذا المشروع توعيه في الاخلاقيات الإسلامية العريقة وبث قيم المبادرة الإسلامية في نقوس أبناء الوطن حيث شارك في هذه الحملة العديد من العلماء والمثقفين والمتخصصين من الدول العربية والخليجية ومن داخل السلطنة حيث جابت هذه الحملة كل ولايات محافظة ظفار، استهدفت هذه الحملة الشيوخ والاعيان والأهالي وطلاب المدارس ومن أهم المواضيع التي تم مناقشتها في هذه الحملة مكافحة المخدرات والقوانين التي تتبعها الدولة في العقوبات لهذه الآفات التي تهدد الأبناء كما تضمنت هذه الحملة مواضيع تربية الأبناء أخلاقيا ودينيا وتوعية الأهالي وحثهم على الوقوف بجانب أبنائهم وتقديم النصيحة لهم وارشادهم بالحفاظ على مكتسبات وطنهم من خلال تقيدهم بالأخلاق الحميدة والتربية الصالحة حيث تكللت هذه الحملة بالنجاح وحازت على شهاده الشيوخ والأعيان والأهالي من تلك الولايات،. مشروع تلفزيوني لحملة راقي بأخلاقي: هو برنامج تابع ومكمل لأهداف الحملة بعد ما لاقته من نجاح ووصولها على صدى في أوساط المجتمع رأت الفاضلة / نور حسن الغساني على عمل برنامج تلفزيوني مماثل للحملة وأهدافه حيث تم تسجيل عدد 17 حلقة تلفزيونية متنوعة في مجال التوعية بحضور مختلف العلماء من الوطن العربي ودول الخليج ومن داخل السلطنة، حيث حضرت أسماء بارزة للمشاركة في البرنامج منهم الشيخ العلامة الدكتور محمد راتب النابلسي من الجمهورية السورية والعلامة محمد نوح من المملكة الأردنية والأستاذ خليفة المحروزي من دولة الإمارات العربية المتحدة والدكتورة هبة مركيز من الجمهورية اللبنانية والدكتور نبيهه من جمهورية العراق ومحاضرين آخرين من دولة الكويت والمملكة العربية السعودية ودولة البحرين، حيث حازت حلقات البرنامج (راقي بأخلاقي) على أعجاب كل من حضر وشارك فيه وتم وضع البرنامج في مسابقة السلطان قابوس للعمل التطوعي وحاز على المركز الثاني على مستوى السلطنة، كما تعتبر جمعية المرأة العمانية بصلالة أول جمعية عمانية تفوز بهذا المركز على مستوى جمعيات السلطنة وهذا يعود بجود وأفكار رئيسة الجمعية نور الغسانية. مشروع واحة الأنترنت: أسس هذا المشروع ليخدم أكبر فئه من الفتيات وخاصه طالبات المدارس في جميع المراحل الدراسية حيث يسهل لهن الحصول على مختلف المعلومات التي تخص المناهج الدراسية والتي تتمكن من خلاله الطالبة من كتابته البحوث بطريقة موضوعية صحيحة وذلك من خلال زيارتها لمركز الأنترنت. ملتقى نهج وقيادة: اشتمل هذا الملتقى على استضافه العديد من النساء والنساء القياديات الاتي لهن دور فعال في المجتمع من رائدات الأعمال ورائدات العمل الاجتماعي التطوعي والمثقفات من داخل وخارج السلطنة حيث ترأست الفاضلة نور بنت حسن سالم الغساني هذا الملتقى والذي أشتمل على العديد من البرامج والمحاضرات وورش العمل للمشاركات والحضور حيث تضم هذا الملتقى شتى المواضيع وورق العمل التي تهم الأسرة والمجتمع والأبناء من خلال تثقيفهم وتعريفهم بالدور الذي يجب عليهم القيام به لتنشئه جيل واعي يخدم امته ووطنه. مشروع خاص لدورات التجميل: يتضمن هذا المشروع على تدريب الفتيات ومخرجات الثانوية العامة والباحثات عن عمل في مجال التجميل وبعد التدريب قمن الفتيات بفتح محلات التجميل الخاصة بهن في مجال التجميل وتصفيف الشعر. برنامج مبادرة تكافل: يهدف هذا البرنامج إلى تقديم المساعدات المالية والعينية إلى الاسر الفقيرة والمعسرة وذوي الدخل المحدود وأيضا يهدف إلى تدريب وتأهيل العديد من الفتيات في برامج متنوعه.

## المنجزات
حصول الجمعية على المركز الأول في برنامج أصالة. حصول الجمعية على المركز الثالث على مستوى الجمعيات بمشاركة جمعية نزوى وإبراء من قبل وزارة التنمية الاجتماعية . عمل ندوات ومحاضرات عن العمل التطوعي في عدة مدارس بمحافظة ظفار . مشاركة الجمعية المستمرة بالإشراف على برنامج أفراح العيد التابع لوزارة الإعلام . الإشراف على حفل للإنشاد الديني الذي كان بتاريخ 27/8/2009م. الإشراف على عدة مسرحيات شبابية محلية هادفة مثل : مسرحية الحرايف ومسرحية طريق النجاح وغيرها . عمل أمسية شعرية في مهرجان خريف صلالة 2009 م . عمل أوبريت بمناسبة يوم المرأة السابع عشر من أكتوبر 2010 م يتضمن ثلاث فعاليات الأولى بتاريخ :18/10 أوبريت غنائي تحت رعاية معالي وزير الدولة ومحافظ ظفار – الثانية بتاريخ : 19/10 ندوة بعنوان المرأة في ظل النهضة تحت رعاية سعادة الشيخ نائب المحافظ – الثالثة بتاريخ : 20/ 10 معرض للأزياء النسائية الظفارية وعرض للأزياء .عمل برنامج التكافل الاجتماعي . حفل بمناسبة 23 يوليو . يوم خيري بتاريخ : 25 / 8 / 2011 م . الاحتفال بيوم المرأة العمانية بعمل عدة محاضرات صحية واجتماعية وتربوية عام 2011. مشاركة جامعة ظفار بالاحتفال بيوم المرأة العمانية في عام 2011 م. افتتاح معرض منتجات المرأة الريفية والساحلية بمهرجان صلالة. افتتاح معرض تراثي هويتي في مدرسة غد بظفار

## الشهادات

### شهادات التقدير التي حازت عليها الجمعية ورئيسة الجمعية منذ عام 1997 منها
حصولها على شهادة تقدير من وزارة التربية والتعليم المديرية العامة للتربية والتعليم بمحافظة ظفار(لعام 1996م). حصولها على المركز الثالث على مستوى السلطنة بالمسابقة التنافسية بين الجمعيات عام 1997م ويأتي هذا الفوز بعد مرور ستة أشهر فقط على ترأسها. حصولها على المركز الثالث على مستوى السلطنة في ختام فعاليات أنشطة عام البيئة لعام 2001م . حصولها على المركز الثالث على مستوى الجمعيات باختتام أنشطة الجمعيات بولاية صحار للعام 2002م. الحصول على المركز الثاني على مستوى الجمعيات في ختام فعاليات أنشطة عام البيئة لعام 2002م. حصولها على شهادة تقدير من لجنة الاحتفالات بالعيد الوطني السابع والعشرين المجيد بمحافظة ظفار عام(1997م). حصولها على شهادة تقدير من مكتب وزير الدولة ومحافظ ظفار في إنجاح مناشط وفعاليات مخيم أصدقاء البلدية لعام (1997). حصولها على شهادة تقدير من وزارة الشؤون الاجتماعية والعمل لأسبوع العربي الخليجي الرابع للعمل الاجتماعي لعام (1997م). حصولها على شهادة تقدير من رئيس بلدية ظفار في إنجاح فعاليات حملة النظافة والتوعية داخل الأحياء السكنية بمدينة صلالة في الفترة ما بين 1997 إلى 1998م. تكريم الجمعية في حفل وزارة الشؤون الاجتماعية في مجال العمل النسائـــي التطوعي الاجتماعي لعام (1997م) وقد تم إصدار كتيب خاص بأنشطة الجمعية في نفس العام. حصولها على شهادة تقدير من مكتب وزير الدولة ومحافظ ظفار تقديرا لمساهمة الفعالة للمشاركة الفعالة في مهرجان الخريف لعام(1998ـ 2004م).حصولها على شهادة تقدير من وزارة الشؤون الاجتماعية والعمل والتدريب المهني تقديرا لمساهمتها ودورها المتميز في أداء الخدمة الاجتماعية والتطوعية والاجتهاد البناء لعام (1998م). حصولها على شهادة تقدير من وزارة الصحة المديرية العامة لخدمات الصحية(في إنجاح برنامج الرضاعة الطبيعية) بمحافظة ظفار98م. حصولها على شهادة تقدير من وزارة الشؤون الاجتماعية والعمل والتدريب والمهني لعام 1998م. حصولها على شهادة تقدير من وزارة الشؤون الاجتماعية والعمل والتدريب المهني على الجهود الصادقة لخدمة الأطفال المعاقين (لعام1998). تكريم رئيسة الجمعية بمناسبة الاحتفال بالأسبوع العربي الخليجي الرابع للعمل الاجتماعي 5/12/98م. حصولها على درع من وزارة الشؤون الاجتماعية والعمل والتدريب المهني بمناسبة الاحتفال بالعيد الثامن والعشرين المجيد لعام (1998م). حصولها على كأس مهرجان الإبداع الفني لعام (1998م). حصلت على شهادة شكر وتقدير من الكلية الوطنية للعلوم والتكنولوجيا على التعاون المتميز لليوم المفتوح الذي أقيم في الكلية لعام(1999م). حصلت على شهادة تقدير من وزارة التعليم العالي للمديرية العامة للكليات والمعاهد العليا وكلية التربية للمعلمين والمعلمات بصلالة لعام (2000م) على المشاركة الفعالة وجهودهم المثمرة في إنجاح فعاليات الأسبوع الثقافي. حصلت على شهادة تقدير من وزارة الشؤون الاجتماعية والعمل والتدريب المهني في إنجاح الأوبريت المرأة العمانية لعام (2001م). تكريم رئيسة الجمعية ضمن القيادات النسائية في محافظة ظفار على مستوى السلطنة تاريخ 25/3/2001م. تكريم رئيسة الجمعية بدولة الكويت وذلك بمناسبة الأسبوع الخليجي السادس للعمل الاجتماعية ضمن رواد العمل الاجتماعي بالخليج 2002م. تكريمها من قبل جامعة الشرق الأوسط 2003م. تكريم الجمعية في حفل وزارة البلديات الإقليمية والبيئة وموارد المياه 2004م. تكريم الجمعية من المديرية العامة للتراث والثقافة للملتقي الثقافي الثاني لعام (2004م). حازت روضة الجمعية على المركز الأول لمصادر التعليم 2004 على مستوى الرياض بالمحافظة. حصلت على شهادة تقدير من الكلية الوطنية للعلوم والتكنولوجيا لعام (2004م) لمشاركة في الأسبوع الثقافي الرابع. تكريم الجمعية من قبل اللجنة المنظمة لمهرجان خريف صلالة 2004 لمشاركتها المتعددة والمتميزة. التكريم وزارة التنمية الاجتماعية بمناسبة الاحتفاء بقيادات العمل التطوعي على مستوى السلطنة 8/3/2006م. تكريم الجمعية من الاتحاد العماني لكرة القدم بمجسم على شكل كأس الخليج في عام 2009م. تكريم الجمعية من قبل اللجنة المنظمة لمهرجان خريف صلالة 2009 لمشاركتها المتعددة والمتميزة . حصولها على درع من قاعدة صلالة الجوية ( سلاح الجو ) وذلك للمشاركة في الأمسية الثقافية للقاعدة بمعرض للمنتجات الحرفية العمانية بعام 2012 م. حصولها على شهادة الدكتوراه الفخرية من الاكاديمية الجامعية للدراسات وتكنولوجيا المعلومات.

#### شهادات تقديرية أخرى (مساهمة /مشاركة)
حصولها على شهادة تقدير من وزارة الشؤون الاجتماعية والعمل والتدريب المنهج ( بمناسبة العيد الوطني الثاني والعشرين المجيد ). حصولها على شهادة تقدير من الكلية الوطنية للعلوم والتكنولوجيا ( في فعاليات اليوم المفتوح ).حصولها على شهادة تقدير من لجنة تنسيق العمل النسائي التطوعي بمناسبة ( الاحتفال بعام البيئة 2007 م ). حصولها على شهادة تقدير من مكتب وزير الدولة ومحافظ ظفار ( في فعاليات عن النظافة والتوعية من أجل الأحياء السنية ). حصولها على شهادة تقدير من وزارة التنمية الاجتماعية.

## المشاركات

### المشاركات المحلية
المشاركة باجتماع عام رئيسات جمعيات المرأة العمانية 27-29/9/97م. المشاركة باجتماع مدراء وأطباء مستشفى السلطان قابوس تاريخ 15/10/98م. المشاركة بملتقى جمعيات المرأة العمانية بمسقط خلال الفترة من 8-10/11/98م. المشاركة بندوة حول تحديـات القرن الحادي والعشرين والذي أقيمت خلال الفترة من 19-21/11/2000م. حضور نـدوة دور المـرأة العمانية في التنميـة والتي أقيمـت خــلال الفتـرة من 24-27/9/2000م . حضور ندوة احتياجات المرأة والتي نظمتها وزارة الشؤون الاجتماعية والعمل11/1/2001م. حضور ندوة (( محو الأمية القانونية)) والتي أقيمت خلال الفترة من 15-17/6/2002م . المشاركة بالندوة التعريفية اللجان الاجتماعية في الولايات تاريخ 19/10/2002م. المشاركة بورشة عمل القيادات النسائية لتطوير العمل التطوعي 28-29/2005م. حضور ندوة المرأة العمانية بسيح المكارم بالمخيم السلطاني بمنطقة الباطنة بتاريخ : 17/10/2009 م. حضور انعقاد مجلس عمان السنوي بأمر من جلالة السلطان قابوس بن سعيد المعظم بمبنى مجلس عمان بالبستان بتاريخ : 12/11/2012 م . م عدا مشاركاتها الدائمة مع المديرية العامة للصحة بحملات التوعية والزيارات الميدانية لتوعية في المجال الصحي بما يختص بصحة المرأة والطفل منذ عام 1993م. افتتاح معرض السياحة لسوق المرأة الريفية والساحلية. ساهمت بحملة توزيع الملابس للأسر الفقيرة (4000). ساهمت في تمديد الفترة لتسديد فواتير الكهرباء والمياه لبعض الاسر من ذوي الدخل المحدود. ساهمت في توفير مساعدات عينيو لعدد (300) اسره تشمل توفير أدوات منزلية ومواد غذائية من بعض شركات القطاع الخاص.

#### المشاركات الخارجية (المؤتمرات /الندوات)
شاركت نور بنت حسن الغساني العديد من المؤتمرات والندوات الخارجية ومن أهم مشاركاتها هي : حضور المؤتمر الثاني للمنظمات الأهلية العربية بجمهورية مصر العربية عام 1997. حضورها ندوة المرأة والسياسة في الخليج العربي والتي أقيمت خلال الفترة من 26-28/4/2002م بدولة قطر .حضور ندوة دور المرأة في الإدارة في الخليج العربي بدولة قطر تاريخ12-14/4/2002م.حضور ندوة القيادة الإبداعية في ظل الشفافيـة والتجديد بالجمهوريـة اللبنانية تـاريخ 28-30/10/2002م. ملتقى سيدات الأعمال بدولة الإمارات العربية المتحدة 7-9/10/2003م. الملتقى الأول لسيدات الأعمال في دول مجلس التعاون الخليجي والذي أقيم بـ سلطنة عمان 23-24/12/2003م. الملتـــــقى الأول لسيدات الأعمــــال لدول مجلـــــس التعــاون الخليجي والذي أقيم بـ سلطنة عمان 23-24/12/2003م . المشاركة ضمن الوفد المشارك للمعرض السياحي بدولة قطر 2001-2002م. المشاركة ضمن وفد السلطنة لدولة الإمارات العربية المتحدة ((إمارة أبو ظبي)) وذلك للاطلاع على تجربة دولة الإمارات في مجال قطاع المرأة والطفل 2004 . المشاركـة ضمــن الوفـــد الرسمــــــي للهيئــــة العـامــة للصناعــات الحرفيــة لزيــارة ثلاث دول عربية (( تونس – المغرب – مصر))2004م. اختيرت لتكون رئيسة الجمعية ضمن الوفد الرسمي لزيارة الولايات المتحدة الأمريكية وذلك لمعرفة دور الجمعيات والخدمات التي تقدمها. ترأس الوفد الرسمي للهيئة العامة للصناعات الحرفية لتعريف بالأزياء العمانية والمنتجات الحرفية التقليدية عام بإيطاليا 2005م. المشاركة بمؤتمر الأليفة بجمهورية مصر العربية خلال28-29/6/2005م. حضور محاضرة ((الصناعات الحرفية والجيل الناشئ)) والمنظمة من قبل الهيئة العامة لرعاية الصناعات الحرفية خلال الفترة من 21-23/10/2007م .

## العضويات
حصلت نور حسن الغسانية على العديد من عضويات للجان مختلفة نظرا لما قدمته من إسهامات وجهود فعاله في خدمة الأسر والمجتمع : رئيسة جمعية المرأة العمانية بصلالة. عضو بالهيئة العامة للحرف التقليدية بمرسوم سلطاني. عضو بالجنة التنمية الاجتماعية بولاية صلالة. عضو بالجنـة مشـاريع سنـد. عضو بالجنة الخدمات الصحية بصلالة. عضو اللجنة الرئيسة لمهرجان خريف صلالة 2007م . عضو اللجنة الأهلية لمشروع مدينة صلالة الصحية . عضو سابق باللجنة الرئيسية لمهرجان خريف صلالة 2003م-2004م . عضو سابق بالجنة تنسيق العمل النسائي التطوعي . عضو سابق بالجنة تنظيم مناشط مهرجان خريف صلالة للأعوام 2000-2001-2002. عضو سابق بالجنة تنظيم ترشيحات مجلس الشورى بولاية صلالة للدورة الرابعة. عضو في المجلس الصحي . عضو في لجنة السلامة المرورية . شاركت في مؤتمر القيادة في دولة قطر عام 2007. شاركت بالحضور في مؤتمر الإنسان والبيئة بمحافظة ظفار. شاركت في ملتقى سيدات الأعمال بدولة الإمارات العربية المتحدة عام 2003م.

## التكريمات
حصلت رئيسة الجمعية نور بنت حسن سالم الغساني على العديد من التكريمات في مختلف المجالات وذلك لإسهاماتها وجهودها الفعالة : حصلت على تكريم من فريق الصم والبكم. حصلت على تكريم من وزارة الخدمة المدنية. حصلت على تكريم من الجمعية العمانية للمعوقين. حصلت على تكريم من مجلس البحث العلمي. حصلت على تكريم من الملتقى الاسري الأول. حصلت على من فريق حامل المسك( نور قلبي). حصلت على تكريم من سلاح الجو السلطاني العماني. تكريم من سفارة الجمهورية العراقية. تكريم من جامعة السلطان قابوس. تكريم من وزير الدولة ومحافظ ظفار. حصلت على تكريم من وزارة التربية والتعليم على مبادرتها ومشاركتها في مختلف الفعاليات والبرامج التي تقوم بها الوزارة في محافظة ظفار. تكريم من وزارة الصحة على مشاركتها الفعالة في كل البرامج التي تقوم بها الوزارة في محافظة ظفار. تكريم من جامعة ظفار على تميزها ومباركتها لكل برامج الجامعة. تكريم من قاعدة ثمريت الجوية (نظرا لمشاركة الجمعية في المعرض السنوي لعام 2020م). تكريم بمنحها درع سفيرة العمل التطوعي من وفد مملكة البحرين أثناء زيارته للجمعية والاطلاع على كل الأنشطة التي تقوم بها الجمعية والدور الريادي التي تلعبه في العمل التطوعي . حصولها على هدية تذكارية من مدرسة غدو للتعليم الأساسي بصلالة. حصولها على لقب (سفيرة النوايا الحسنة) من قبل الاتحاد العربي للتضامن الاجتماعي. حصولها مؤخرا على شهادة الدكتوراه الفخرية من الجامعة العالمية في الولايات المتحدة.